# Ebonite
Ebonite é uma resina sintética de natureza plástica, como o PVC, o polietileno e o PET, rica em enxofre (aproximadamente 20 a 30% da sua composição). Foi inventada a partir da contribuição concomitante, porém em separado, de cientistas americanos e britânicos durante a década de 1830, tendo sido Charles Goodyear o primeiro a sintetizá-la do modo como conhecemos hoje, através da aplicação do processo de vulcanização da borracha natural. Hoje, entretanto, é obtida a partir de várias borrachas sintéticas. É conhecida popularmente como "borracha dura" e já foi chamada pelo nome de "vulcanite", durante o século XIX, por causa do seu processo de fabricação. Com a proposta da utilização desse material em substituição ao ébano ganhou o nome que tem hoje e o termo vulcanite passou a ser empregado na denominação de um mineral.
É utilizada na indústria para uma variedade de produtos que requerem durabilidade como bolas de boliche, borrachas presentes nos carros, palhetas para instrumentos de sopro, pentes, canetas, hastes de tubos, botões, jóias e, ainda, em isolamento elétrico.